# 홍지연 (레이싱 모델)
홍지연(1988년 11월 21일 ~ )은 대한민국의 레이싱 모델이다.

## 경력
- 2011년 : 티빙슈퍼레이스 챔피언십 인오토피아 킥스레이싱 레이싱모델
- 2012년 : 부산국제모터쇼 현대자동차 레이싱모델
- 2013년 : 서울모터쇼 인피니티 모델
- 2016년 : 부산국제모터쇼 인피니티 모델
- 2018년 : 서울모터사이클쇼 레이싱모델